# Una sombra al frente
Una sombra al frente é um filme de drama peruano de 2007 dirigido e escrito por Augusto Tamayo. Foi selecionado como representante do Peru à edição do Oscar 2008, organizada pela Academia de Artes e Ciências Cinematográficas.

## Elenco
- Diego Bertie - Enrique Aet
- Vanessa Saba - Doris